# Coupe du monde de ski de fond 2022-2023
Navigation
Édition précédente Édition suivante
La 42e édition de la Coupe du monde de ski de fond se déroule du 25 novembre 2022 au 26 mars 2023. 
En raison de l'Invasion de l'Ukraine par la Russie en 2022, les athlètes russes et biélorusses sont interdits de compétition pour toute la saison.

## Programme de la saison
La saison comporte 32 épreuves pour chaque genre, 30 individuelles et 2 par équipe, (soit 64) ainsi que 2 épreuves mixtes réparties à travers 15 sites en Europe.

## Attribution des points
Un nouveau barème de points est mis en place pour la saison 2022-2023. Les 50 meilleurs athlètes marquent des points contre 30 avec l'ancien barème. De plus les écarts de points sont resserrés entre les premiers (le deuxième obtiendra 95 points au lieu de 80 les saisons passées, et le troisième 90 points au lieu de 60. On continue avec le 4e qui aura 85 points à la place de 50 et le 5e 80 points au lieu de 45 points). L'objectif annoncé de la FIS étant de maintenir plus de suspens et d'inciter les premiers au classement à participer à un maximum de courses.

### Individuel
Épreuve simple
| Place  | 1er | 2e | 3e | 4e | 5e | 6e | 7e | 8e | 9e | 10e | 11e | 12e | 13e | 14e | 15e | 16e | 17e | 18e | 19e | 20e | 21e | 22e | 23e | 24e | 25e | 26e | 27e | 28e | 29e | 30e | 31e | 32e | 33e | 34e | 35e | 36e | 37e | 18e | 19e | 40e | 41e | 42e | 43e | 44e | 45e | 46e | 47e | 48e | 49e | 50e |
| ------ | --- | -- | -- | -- | -- | -- | -- | -- | -- | --- | --- | --- | --- | --- | --- | --- | --- | --- | --- | --- | --- | --- | --- | --- | --- | --- | --- | --- | --- | --- | --- | --- | --- | --- | --- | --- | --- | --- | --- | --- | --- | --- | --- | --- | --- | --- | --- | --- | --- | --- |
| Points | 100 | 95 | 90 | 85 | 80 | 75 | 72 | 69 | 66 | 63  | 60  | 58  | 56  | 54  | 52  | 50  | 48  | 46  | 44  | 42  | 40  | 38  | 36  | 34  | 32  | 30  | 28  | 26  | 24  | 22  | 20  | 19  | 18  | 17  | 16  | 15  | 14  | 13  | 12  | 11  | 10  | 9   | 8   | 7   | 6   | 5   | 4   | 3   | 2   | 1   |

Classement général du Tour de Ski
| Place  | 1er | 2e  | 3e  | 4e  | 5e  | 6e  | 7e  | 8e  | 9e  | 10e | 11e | 12e | 13e | 14e | 15e | 16e | 17e | 18e | 19e | 20e | 21e | 22e | 23e | 24e | 25e | 26e | 27e | 28e | 29e | 30e | 31e | 32e | 33e | 34e | 35e | 36e | 37e | 18e | 19e | 40e | 41e | 42e | 43e | 44e | 45e | 46e | 47e | 48e | 49e | 50e |
| ------ | --- | --- | --- | --- | --- | --- | --- | --- | --- | --- | --- | --- | --- | --- | --- | --- | --- | --- | --- | --- | --- | --- | --- | --- | --- | --- | --- | --- | --- | --- | --- | --- | --- | --- | --- | --- | --- | --- | --- | --- | --- | --- | --- | --- | --- | --- | --- | --- | --- | --- |
| Points | 300 | 285 | 270 | 255 | 240 | 225 | 216 | 207 | 198 | 189 | 180 | 174 | 168 | 162 | 156 | 150 | 144 | 138 | 132 | 126 | 120 | 114 | 108 | 102 | 96  | 90  | 84  | 78  | 72  | 66  | 60  | 57  | 54  | 51  | 48  | 45  | 42  | 39  | 36  | 33  | 30  | 27  | 24  | 21  | 18  | 15  | 12  | 9   | 6   | 3   |

Étape du Tour de Ski
| Place  | 1er | 2e | 3e | 4e | 5e | 6e | 7e | 8e | 9e | 10e | 11e | 12e | 13e | 14e | 15e | 16e | 17e | 18e | 19e | 20e | 21e | 22e | 23e | 24e | 25e | 26e | 27e | 28e | 29e | 30e |
| ------ | --- | -- | -- | -- | -- | -- | -- | -- | -- | --- | --- | --- | --- | --- | --- | --- | --- | --- | --- | --- | --- | --- | --- | --- | --- | --- | --- | --- | --- | --- |
| Points | 50  | 47 | 44 | 41 | 38 | 35 | 32 | 30 | 28 | 26  | 24  | 22  | 20  | 18  | 16  | 15  | 14  | 13  | 12  | 11  | 10  | 9   | 8   | 7   | 6   | 5   | 4   | 3   | 2   | 1   |

Points bonus*
| Place  | 1er | 2e | 3e | 4e | 5e | 6e | 7e | 8e | 9e | 10e |
| ------ | --- | -- | -- | -- | -- | -- | -- | -- | -- | --- |
| Points | 15  | 12 | 10 | 8  | 6  | 5  | 4  | 3  | 2  | 1   |

* attribués lors des qualifications de chaque sprint + checkpoints sur certaines mass-start.

### Par équipe
| Place  | 1er | 2e  | 3e  | 4e  | 5e | 6e | 7e | 8e | 9e | 10e | 11e | 12e | 13e | 14e | 15e | 16e | 17e | 18e | 19e | 20e | 21e | 22e | 23e | 24e | 25e | 26e | 27e | 28e | 29e | 30e |
| ------ | --- | --- | --- | --- | -- | -- | -- | -- | -- | --- | --- | --- | --- | --- | --- | --- | --- | --- | --- | --- | --- | --- | --- | --- | --- | --- | --- | --- | --- | --- |
| Points | 200 | 160 | 120 | 100 | 90 | 80 | 72 | 64 | 58 | 52  | 48  | 44  | 40  | 36  | 32  | 30  | 28  | 26  | 24  | 22  | 20  | 18  | 16  | 14  | 12  | 10  | 8   | 6   | 4   | 2   |

| Place  | 1er | 2e | 3e | 4e | 5e | 6e | 7e | 8e | 9e | 10e | 11e | 12e | 13e | 14e | 15e |
| ------ | --- | -- | -- | -- | -- | -- | -- | -- | -- | --- | --- | --- | --- | --- | --- |
| Points | 25  | 20 | 15 | 12 | 11 | 10 | 9  | 8  | 7  | 6   | 5   | 4   | 3   | 2   | 1   |

## Classements

### Classements généraux
| Rang | Nom                    | Points |
| ---- | ---------------------- | ------ |
|      | Johannes Høsflot Klæbo | 2715   |
| 2    | Pål Golberg            | 2243   |
| 3    | Federico Pellegrino    | 1635   |
| 4    | Simen Hegstad Krüger   | 1281   |
| 5    | Didrik Tønseth         | 1269   |
| 6    | Hans Christer Holund   | 1218   |
| 7    | Calle Halfvarsson      | 1133   |
| 8    | Ben Ogden              | 1118   |
| 9    | Michal Novák           | 1002   |
| 10   | Erik Valnes            | 967    |

| Rang | Nom              | Points |
| ---- | ---------------- | ------ |
|      | Tiril Udnes Weng | 2029   |
| 2    | Jessica Diggins  | 1867   |
| 3    | Kerttu Niskanen  | 1840   |
| 4    | Rosie Brennan    | 1546   |
| 5    | Nadine Fähndrich | 1414   |
| 6    | Frida Karlsson   | 1365   |
| 7    | Katharina Hennig | 1326   |
| 8    | Maja Dahlqvist   | 1236   |
| 9    | Lotta Udnes Weng | 1176   |
| 10   | Heidi Weng       | 1139   |

### Classements de Distance
| Rang | Nom                    | Points |
| ---- | ---------------------- | ------ |
|      | Pål Golberg            | 1258   |
| 2    | Johannes Høsflot Klæbo | 1154   |
| 3    | Didrik Tønseth         | 1065   |
| 4    | Simen Hegstad Krüger   | 971    |
| 5    | Hans Christer Holund   | 948    |

| Rang | Nom                | Points |
| ---- | ------------------ | ------ |
|      | Kerttu Niskanen    | 1180   |
| 2    | Jessica Diggins    | 1086   |
| 3    | Tiril Udnes Weng   | 946    |
| 4    | Heidi Weng         | 898    |
| 5    | Anne Kjersti Kalvå | 868    |

### Classements de Sprint
| Rang | Nom                    | Points |
| ---- | ---------------------- | ------ |
|      | Johannes Høsflot Klæbo | 1261   |
| 2    | Lucas Chanavat         | 907    |
| 3    | Even Northug           | 843    |
| 4    | Federico Pellegrino    | 815    |
| 5    | Edvin Anger            | 779    |

| Rang | Nom              | Points |
| ---- | ---------------- | ------ |
|      | Maja Dahlqvist   | 944    |
| 2    | Nadine Fähndrich | 937    |
| 3    | Tiril Udnes Weng | 813    |
| 3    | Johanna Hagström | 794    |
| 5    | Jonna Sundling   | 747    |

### Coupe des Nations
| Rang | Nation     | Points |
| ---- | ---------- | ------ |
|      | Norvège    | 16936  |
| 2    | Suède      | 12322  |
| 3    | Finlande   | 8646   |
| 4    | États-Unis | 8338   |
| 5    | France     | 7254   |

| Rang | Nation   | Points |
| ---- | -------- | ------ |
|      | Norvège  | 9034   |
| 2    | Suède    | 5176   |
| 3    | France   | 5121   |
| 4    | Italie   | 3917   |
| 5    | Finlande | 3465   |

| Rang | Nation     | Points |
| ---- | ---------- | ------ |
|      | Norvège    | 7902   |
| 2    | Suède      | 7146   |
| 3    | États-Unis | 5335   |
| 4    | Finlande   | 5181   |
| 5    | Allemagne  | 4939   |

### Globes de cristal
| Disciplines       | Disciplines       | Globes de cristal | Champions du monde     |
| ----------------- | ----------------- | ----------------- | ---------------------- |
| Général           | Général           | Johannes H. Klæbo |                        |
| Coupe des Nations | Coupe des Nations | Norvège           |                        |
| Sprint            | Sprint            | Johannes H. Klæbo | Johannes Høsflot Klæbo |
| Sprint par équipe | Sprint par équipe |                   | Norvège                |
| D i s t a n c e   | Individuelle      | Pål Golberg       | Simen Hegstad Krüger   |
| D i s t a n c e   | Skiathlon         | Pål Golberg       | Simen Hegstad Krüger   |
| D i s t a n c e   | Départ en ligne   | Pål Golberg       | Pål Golberg            |
| Relais            | Relais            |                   | Norvège                |

| Disciplines       | Disciplines       | Globes de cristal | Championnes du monde |
| ----------------- | ----------------- | ----------------- | -------------------- |
| Général           | Général           | Tiril Udnes Weng  |                      |
| Coupe des Nations | Coupe des Nations | Norvège           |                      |
| Sprint            | Sprint            | Maja Dahlqvist    | Jonna Sundling       |
| Sprint par équipe | Sprint par équipe |                   | Suède                |
| D i s t a n c e   | Individuelle      | Kerttu Niskanen   | Jessie Diggins       |
| D i s t a n c e   | Skiathlon         | Kerttu Niskanen   | Ebba Andersson       |
| D i s t a n c e   | Départ en ligne   | Kerttu Niskanen   | Ebba Andersson       |
| Relais            | Relais            |                   | Norvège              |

## Calendrier et podiums

### Hommes

#### Épreuves en individuel
| N°                                                                          | Lieu                           | Date                           | Épreuve                        | Vainqueur                     | Deuxième                      | Troisième                     | Leader du Général             |
| --------------------------------------------------------------------------- | ------------------------------ | ------------------------------ | ------------------------------ | ----------------------------- | ----------------------------- | ----------------------------- | ----------------------------- |
| 1                                                                           | Ruka                           | 25 novembre 2022               | Sprint C                       | Johannes H. Klæbo             | Even Northug                  | Pål Golberg                   | Johannes H. Klæbo             |
| 2                                                                           | Ruka                           | 26 novembre 2022               | Interval Start 10 km C         | Johannes H. Klæbo             | Pål Golberg                   | Martin Løwstrøm Nyenget       | Johannes H. Klæbo             |
| 3                                                                           | Ruka                           | 27 novembre 2022               | Poursuite 20 km L              | Johannes H. Klæbo             | Pål Golberg                   | Federico Pellegrino           | Johannes H. Klæbo             |
| 4                                                                           | Lillehammer                    | 2 décembre 2022                | Interval Start 10 km L         | Iver Tildheim Andersen        | Didrik Tønseth                | Hans Christer Holund          | Pål Golberg                   |
| 5                                                                           | Lillehammer                    | 3 décembre 2022                | Sprint L                       | Johannes H. Klæbo             | Federico Pellegrino           | Even Northug                  | Pål Golberg                   |
| 6                                                                           | Lillehammer                    | 4 décembre 2022                | Mass Start 20 km C             | Pål Golberg                   | Sjur Røthe                    | Martin Løwstrøm Nyenget       | Pål Golberg                   |
| 7                                                                           | Beitostølen                    | 9 décembre 2022                | Sprint C                       | Richard Jouve                 | Simone Mocellini              | Calle Halfvarsson             | Pål Golberg                   |
| 8                                                                           | Beitostølen                    | 10 décembre 2022               | Interval Start 10 km C         | Pål Golberg                   | Didrik Tønseth                | Andrew Musgrave               | Pål Golberg                   |
| 9                                                                           | Davos                          | 17 décembre 2022               | Sprint L                       | Federico Pellegrino           | Johannes H. Klæbo             | Lucas Chanavat                | Pål Golberg                   |
| 10                                                                          | Davos                          | 18 décembre 2022               | Interval Start 20 km L         | Simen Hegstad Krüger          | Hans Christer Holund          | Sjur Røthe                    | Pål Golberg                   |
| Tour de Ski 2022-2023 (31 décembre 2022 au 8 janvier 2023)                  |                                |                                |                                |                               |                               |                               |                               |
| 11                                                                          | Val Müstair                    | 31 décembre 2022               | Sprint L                       | Johannes H. Klæbo             | Federico Pellegrino           | Sindre Bjørnestad Skar        | Pål Golberg                   |
| 12                                                                          | Val Müstair                    | 1er janvier 2023               | Poursuite 10 km C              | Johannes H. Klæbo             | Pål Golberg                   | Federico Pellegrino           | Pål Golberg                   |
| 13                                                                          | Oberstdorf                     | 3 janvier 2023                 | Interval Start 10 km C         | Johannes H. Klæbo             | Simen Hegstad Krüger          | Didrik Tønseth                | Pål Golberg                   |
| 14                                                                          | Oberstdorf                     | 4 janvier 2023                 | Poursuite 20 km L              | Johannes H. Klæbo             | Sindre Bjørnestad Skar        | Federico Pellegrino           | Pål Golberg                   |
| 15                                                                          | Val di Fiemme                  | 6 janvier 2023                 | Sprint C                       | Johannes H. Klæbo             | Calle Halfvarsson             | Simone Mocellini              | Pål Golberg                   |
| 16                                                                          | Val di Fiemme                  | 7 janvier 2023                 | Mass Start 15 km C             | Johannes H. Klæbo             | Pål Golberg                   | Francesco de Fabiani          | Pål Golberg                   |
| 17                                                                          | Val di Fiemme                  | 8 janvier 2023                 | Mass Start 10 km L             | Simen Hegstad Krüger          | Hans Christer Holund          | Jules Lapierre                | Johannes H. Klæbo             |
| Tour de Ski - Classement final                                              | Tour de Ski - Classement final | Tour de Ski - Classement final | Tour de Ski - Classement final | Johannes H. Klæbo             | Simen Hegstad Krüger          | Hans Christer Holund          | Johannes H. Klæbo             |
|                                                                             |                                |                                |                                |                               |                               |                               |                               |
| -                                                                           | Milan                          | 21 janvier 2023                | Sprint L                       | Annulée et déplacée à Livigno | Annulée et déplacée à Livigno | Annulée et déplacée à Livigno | Annulée et déplacée à Livigno |
| 18                                                                          | Livigno                        | 21 janvier 2023                | Sprint L                       | Johannes H. Klæbo             | Richard Jouve                 | Janik Riebli                  | Johannes H. Klæbo             |
| 19                                                                          | Les Rousses                    | 27 janvier 2023                | Interval Start 10 km L         | Harald Ø. Amundsen            | Sjur Røthe                    | William Poromaa               | Johannes H. Klæbo             |
| 20                                                                          | Les Rousses                    | 28 janvier 2023                | Sprint C                       | Richard Jouve                 | Johannes H. Klæbo             | Pål Golberg                   | Johannes H. Klæbo             |
| 21                                                                          | Les Rousses                    | 29 janvier 2023                | Mass Start 20 km C             | Johannes H. Klæbo             | Iivo Niskanen                 | William Poromaa               | Johannes H. Klæbo             |
| 22                                                                          | Toblach                        | 3 février 2023                 | Sprint L                       | Johannes H. Klæbo             | Håvard Solås Taugbøl          | Federico Pellegrino           | Johannes H. Klæbo             |
| 23                                                                          | Toblach                        | 4 février 2023                 | Interval Start 20 km L         | Pål Golberg                   | Simen Hegstad Krüger          | Johannes H. Klæbo             | Johannes H. Klæbo             |
| Planica - Championnats du monde de ski nordique (21 février au 5 mars 2023) |                                |                                |                                |                               |                               |                               |                               |
| 24                                                                          | Oslo                           | 12 mars 2023                   | Mass Start 50 km L             | Simen Hegstad Krüger          | Hans Christer Holund          | Martin Løwstrøm Nyenget       | Johannes H. Klæbo             |
| 25                                                                          | Drammen                        | 14 mars 2023                   | Sprint C                       | Johannes H. Klæbo             | Erik Valnes                   | Richard Jouve                 | Johannes H. Klæbo             |
| 26                                                                          | Falun                          | 17 mars 2023                   | Interval Start 10 km C         | Johannes H. Klæbo             | Martin Løwstrøm Nyenget       | Harald Østberg Amundsen       | Johannes H. Klæbo             |
| 27                                                                          | Falun                          | 18 mars 2023                   | Sprint L                       | Johannes H. Klæbo             | Erik Valnes                   | Federico Pellegrino           | Johannes H. Klæbo             |
| 28                                                                          | Tallinn                        | 21 mars 2023                   | Sprint L                       | Johannes H. Klæbo             | Lucas Chanavat                | Even Northug                  | Johannes H. Klæbo             |
| 29                                                                          | Lahti                          | 25 mars 2023                   | Sprint C                       | Johannes H. Klæbo             | Calle Halfvarsson             | Erik Valnes                   | Johannes H. Klæbo             |
| 30                                                                          | Lahti                          | 26 mars 2023                   | Mass Start 20 km C             | Johannes H. Klæbo             | Pål Golberg                   | William Poromaa               | Johannes H. Klæbo             |

#### Épreuves par équipe
| N°                                                                          | Lieu    | Date            | Épreuve                  | Vainqueur                                                                              | Deuxième                                                               | Troisième                                                                                |
| --------------------------------------------------------------------------- | ------- | --------------- | ------------------------ | -------------------------------------------------------------------------------------- | ---------------------------------------------------------------------- | ---------------------------------------------------------------------------------------- |
| -                                                                           | Milan   | 22 janvier 2023 | Sprint par équipes L     | Annulée et déplacée à Livigno                                                          | Annulée et déplacée à Livigno                                          | Annulée et déplacée à Livigno                                                            |
| 1                                                                           | Livigno | 22 janvier 2023 | Sprint par équipes L     | France I - Renaud Jay - Richard Jouve                                                  | Italie I - Francesco De Fabiani - Federico Pellegrino                  | Suisse I - Janik Riebli - Valerio Grond                                                  |
| 2                                                                           | Toblach | 5 février 2023  | Relais 4 x 7,5 km L et C | Italie I - Dietmar Nöckler - Francesco De Fabiani - Simone Dapra - Federico Pellegrino | Suède - Eric Rosjö - Calle Halfvarsson - Johan Häggström - Edvin Anger | Norvège I - Sjur Røthe - Didrik Tønseth - Simen Hegstad Krüger - Harald Østberg Amundsen |
| Planica - Championnats du monde de ski nordique (21 février au 5 mars 2023) |         |                 |                          |                                                                                        |                                                                        |                                                                                          |
| 3                                                                           | Lahti   | 24 mars 2023    | Sprint par équipes L     | Norvège I - Erik Valnes - Johannes Høsflot Klæbo                                       | Italie I - Francesco De Fabiani - Federico Pellegrino                  | Norvège II - Harald Østberg Amundsen - Sindre Bjørnestad Skar                            |

### Femmes

#### Épreuves en individuel
| N°                                                                          | Lieu                           | Date                           | Épreuve                        | Vainqueur                     | Deuxième                      | Troisième                     | Leader du Général             |
| --------------------------------------------------------------------------- | ------------------------------ | ------------------------------ | ------------------------------ | ----------------------------- | ----------------------------- | ----------------------------- | ----------------------------- |
| 1                                                                           | Ruka                           | 25 novembre 2022               | Sprint C                       | Emma Ribom                    | Johanna Hagström              | Tiril Udnes Weng              | Emma Ribom                    |
| 2                                                                           | Ruka                           | 26 novembre 2022               | Interval Start 10 km C         | Ebba Andersson                | Frida Karlsson                | Katharina Hennig              | Tiril Udnes Weng              |
| 3                                                                           | Ruka                           | 27 novembre 2022               | Poursuite 20 km L              | Frida Karlsson                | Ebba Andersson                | Tiril Udnes Weng              | Frida Karlsson                |
| 4                                                                           | Lillehammer                    | 2 décembre 2022                | Interval Start 10 km L         | Jessica Diggins               | Katharina Hennig              | Heidi Weng                    | Tiril Udnes Weng              |
| 5                                                                           | Lillehammer                    | 3 décembre 2022                | Sprint L                       | Emma Ribom                    | Maja Dahlqvist                | Tiril Udnes Weng              | Tiril Udnes Weng              |
| 6                                                                           | Lillehammer                    | 4 décembre 2022                | Mass Start 20 km C             | Frida Karlsson                | Tiril Udnes Weng              | Ebba Andersson                | Tiril Udnes Weng              |
| 7                                                                           | Beitostølen                    | 9 décembre 2022                | Sprint C                       | Nadine Fähndrich              | Lotta Udnes Weng              | Johanna Matintalo             | Tiril Udnes Weng              |
| 8                                                                           | Beitostølen                    | 10 décembre 2022               | Interval Start 10 km C         | Kerttu Niskanen               | Anne Kjersti Kalvå            | Frida Karlsson                | Tiril Udnes Weng              |
| 9                                                                           | Davos                          | 17 décembre 2022               | Sprint L                       | Nadine Fähndrich              | Jessica Diggins               | Johanna Hagström              | Tiril Udnes Weng              |
| 10                                                                          | Davos                          | 18 décembre 2022               | Interval Start 20 km L         | Jessica Diggins               | Ingvild Flugstad Østberg      | Rosie Brennan                 | Tiril Udnes Weng              |
| Tour de Ski 2022-2023 (31 décembre 2022 au 8 janvier 2023)                  |                                |                                |                                |                               |                               |                               |                               |
| 11                                                                          | Val Müstair                    | 31 décembre 2022               | Sprint L                       | Nadine Fähndrich              | Maja Dahlqvist                | Lotta Udnes Weng              | Tiril Udnes Weng              |
| 12                                                                          | Val Müstair                    | 1er janvier 2023               | Poursuite 10 km C              | Tiril Udnes Weng              | Kerttu Niskanen               | Frida Karlsson                | Tiril Udnes Weng              |
| 13                                                                          | Oberstdorf                     | 3 janvier 2023                 | Interval Start 10 km C         | Frida Karlsson                | Krista Parmakoski             | Anne Kjersti Kalvå            | Tiril Udnes Weng              |
| 14                                                                          | Oberstdorf                     | 4 janvier 2023                 | Poursuite 20 km L              | Frida Karlsson                | Krista Parmakoski             | Tiril Udnes Weng              | Tiril Udnes Weng              |
| 15                                                                          | Val di Fiemme                  | 6 janvier 2023                 | Sprint C                       | Lotta Udnes Weng              | Tiril Udnes Weng              | Mathilde Myhrvold             | Tiril Udnes Weng              |
| 16                                                                          | Val di Fiemme                  | 7 janvier 2023                 | Mass Start 15 km C             | Katharina Hennig              | Frida Karlsson                | Kerttu Niskanen               | Tiril Udnes Weng              |
| 17                                                                          | Val di Fiemme                  | 8 janvier 2023                 | Mass Start 10 km L             | Delphine Claudel              | Heidi Weng                    | Sophia Laukli                 | Tiril Udnes Weng              |
| Tour de Ski - Classement final                                              | Tour de Ski - Classement final | Tour de Ski - Classement final | Tour de Ski - Classement final | Frida Karlsson                | Kerttu Niskanen               | Tiril Udnes Weng              | Tiril Udnes Weng              |
|                                                                             |                                |                                |                                |                               |                               |                               |                               |
| -                                                                           | Milan                          | 21 janvier 2023                | Sprint L                       | Annulée et déplacée à Livigno | Annulée et déplacée à Livigno | Annulée et déplacée à Livigno | Annulée et déplacée à Livigno |
| 18                                                                          | Livigno                        | 21 janvier 2023                | Sprint L                       | Jonna Sundling                | Maja Dahlqvist                | Emma Ribom                    | Tiril Udnes Weng              |
| 19                                                                          | Les Rousses                    | 27 janvier 2023                | Interval Start 10 km L         | Ebba Andersson                | Delphine Claudel              | Jessica Diggins               | Tiril Udnes Weng              |
| 20                                                                          | Les Rousses                    | 28 janvier 2023                | Sprint C                       | Kristine Stavås Skistad       | Emma Ribom                    | Maja Dahlqvist                | Tiril Udnes Weng              |
| 21                                                                          | Les Rousses                    | 29 janvier 2023                | Mass Start 20 km C             | Ebba Andersson                | Kerttu Niskanen               | Astrid Øyre Slind             | Tiril Udnes Weng              |
| 22                                                                          | Toblach                        | 3 février 2023                 | Sprint L                       | Jonna Sundling                | Maja Dahlqvist                | Jessica Diggins               | Tiril Udnes Weng              |
| 23                                                                          | Toblach                        | 4 février 2023                 | Interval Start 20 km L         | Ebba Andersson                | Jessica Diggins               | Ingvild Flugstad Østberg      | Tiril Udnes Weng              |
| Planica - Championnats du monde de ski nordique (21 février au 5 mars 2023) |                                |                                |                                |                               |                               |                               |                               |
| 24                                                                          | Oslo                           | 12 mars 2023                   | Mass Start 50 km L             | Ragnhild Gløersen Haga        | Astrid Øyre Slind             | Jessica Diggins               | Tiril Udnes Weng              |
| 25                                                                          | Drammen                        | 14 mars 2023                   | Sprint C                       | Kristine Stavås Skistad       | Jonna Sundling                | Tiril Udnes Weng              | Tiril Udnes Weng              |
| 26                                                                          | Falun                          | 17 mars 2023                   | Interval Start 10 km C         | Kerttu Niskanen               | Katharina Hennig              | Anne Kjersti Kalvå            | Tiril Udnes Weng              |
| 27                                                                          | Falun                          | 18 mars 2023                   | Sprint L                       | Kristine Stavås Skistad       | Jonna Sundling                | Maja Dahlqvist                | Tiril Udnes Weng              |
| 28                                                                          | Tallinn                        | 21 mars 2023                   | Sprint L                       | Kristine Stavås Skistad       | Jonna Sundling                | Nadine Fähndrich              | Tiril Udnes Weng              |
| 29                                                                          | Lahti                          | 25 mars 2023                   | Sprint C                       | Kristine Stavås Skistad       | Jonna Sundling                | Tiril Udnes Weng              | Tiril Udnes Weng              |
| 30                                                                          | Lahti                          | 26 mars 2023                   | Mass Start 20 km C             | Anne Kjersti Kalvå            | Jonna Sundling                | Katharina Hennig              | Tiril Udnes Weng              |

#### Épreuves par équipe
| N°                                                                          | Lieu    | Date            | Épreuve                  | Vainqueur                                                                                 | Deuxième                                                          | Troisième                                                                    |
| --------------------------------------------------------------------------- | ------- | --------------- | ------------------------ | ----------------------------------------------------------------------------------------- | ----------------------------------------------------------------- | ---------------------------------------------------------------------------- |
| -                                                                           | Milan   | 22 janvier 2023 | Sprint par équipes L     | Annulée et déplacée à Livigno                                                             | Annulée et déplacée à Livigno                                     | Annulée et déplacée à Livigno                                                |
| 1                                                                           | Livigno | 22 janvier 2023 | Sprint par équipes L     | Suède II - Linn Svahn - Maja Dahlqvist                                                    | Suède I - Emma Ribom - Jonna Sundling                             | États-Unis I - Rosie Brennan - Julia Kern                                    |
| 2                                                                           | Toblach | 5 février 2023  | Relais 4 x 7,5 km L et C | Norvège I - Heidi Weng - Anne Kjersti Kalvå - Ingvild Flugstad Østberg - Silje Theodorsen | Suède I - Emma Ribom - Ebba Andersson - Moa Ilar - Jonna Sundling | États-Unis I - Hailey Swirbul - Rosie Brennan - Jessica Diggins - Julia Kern |
| Planica - Championnats du monde de ski nordique (21 février au 5 mars 2023) |         |                 |                          |                                                                                           |                                                                   |                                                                              |
| 3                                                                           | Lahti   | 24 mars 2023    | Sprint par équipes L     | Suède I - Emma Ribom - Jonna Sundling                                                     | Norvège I - Julie Myhre - Anne Kjersti Kalvå                      | Allemagne I - Laura Gimmler - Coletta Rydzek                                 |

### Mixte
| N° | Lieu        | Date             | Épreuve                | Vainqueur                        | Deuxième                                                                                     | Troisième                                                                       |
| -- | ----------- | ---------------- | ---------------------- | -------------------------------- | -------------------------------------------------------------------------------------------- | ------------------------------------------------------------------------------- |
| 1  | Beitostølen | 11 décembre 2022 | Relais 4 x 5 km L et C | Norvège I - Simen Hegstad Krüger | Norvège II - Anne Kjersti Kalvå - Martin Løwstrøm Nyenget - Heidi Weng - Emil Iversen        | Suède I - Maja Dahlqvist - William Poromaa - Frida Karlsson - Calle Halfvarsson |
| 2  | Falun       | 19 mars 2023     | Relais 4 x 5 km L et C | Suède I - Jonna Sundling         | Norvège I - Martin Løwstrøm Nyenget - Heidi Weng - Simen Hegstad Krüger - Anne Kjersti Kalvå | Allemagne I - Albert Kuchler - Katharina Hennig - Anian Sossau - Victoria Carl  |